# Penitas (Teksas)
Penitas je grad u američkoj saveznoj državi Teksas. Prema popisu stanovništva iz 2010. u njemu je živjelo 4.403 stanovnika.